# Bardonnex
Bardonnex (toponimo francese) è un comune svizzero di 2 215 abitanti del Canton Ginevra.

## Storia
Il comune di Bardonnex è stato istituito nel 1851 con la soppressione del comune di Compesières e la sua divisione nei nuovi comuni di Bardonnex e Plan-les-Ouates; da allora la località di Compesières è una frazione di Bardonnex.

## Monumenti e luoghi d'interesse
- Fortezza, eretta nel XV secolo[1];
- Fortezza, eretta nel XV-XVI secolo e ricostruita nel 1705-1720 e nel 1958[1].

## Società

### Evoluzione demografica
L'evoluzione demografica è riportata nella seguente tabella:
Abitanti censiti

## Geografia antropica

### Frazioni
Le frazioni di Bardonnex sono:
- Charrot
- Compesières[2]
- Croix-de-Rozon
- Cugny
- Landecy
- La Mure

## Amministrazione
Ogni famiglia originaria del luogo fa parte del comune patriziale che ha la responsabilità della manutenzione di ogni bene comune.